# Gülitz-Reetz
Gülitz-Reetz – gmina w Niemczech w kraju związkowym Brandenburgia, w powiecie Prignitz, wchodzi w skład urzędu Putlitz-Berge.